# Йоганн-Георг II (курфюрст Саксонії)
Йоганн-Георг II (*31 травня 1613 — †22 серпня 1680) — курфюрст Саксонії у 1656–1680 роках.

## Життєпис

### Молоді роки
Походив з альбертинської гілки династії Веттінів. Син Йоганна-Георга I, курфюрста Саксонського, та Маргарити Сибіли Пруської з династії Гогенцолернів. Освіту отримав при дворі. Йому більше подобалося займатися танцями, полюванням, музикою. В цілому про цей період життя відомого небагато.

### Курфюрст
Після смерті батька у 1656 році, Йоган-Георг стає новим курфюрстом. Перше за все він зайнявся відновленням економіки після Тридцятирічної війни. Запросив майстрів із Богемії, надав пільги селянству. Почалися розроблятися срібні копальні в Ерцегебіргесі. Підтримувалося створення нових мануфактур, з'являлися нові види промисловості — текстильна, скляна, вугільна. Започатковано Лейпцизький ярмарок.
Водночас значні витрати робилися для культурного розвитку Дрездена, який за часів Йогана-Георга II перетворився на один з центрів мистецтва та музики. Особлива увага приділялася духовній музиці. Йоган-Георг II відродив Дрезденський придворний оркестр, залучав до свого двору багато художників з Італії. При цьому курфюрст Саксонії стає членом Плодоносного товариства. Наслідуючи короля Людовика XIV став будувати розкішний палац з парком на кшталт Версалю. Для цього запросив архітектора Вольфа Каспара фон Кленгеля. Водночас збільшилася кількість свят.
Усі ці витрати лягали тяжким тягорем на населення. Якщо на початку володарювання економіка розвивалася добре, то згодом величезні витрати Йогана-Георга II підривали фінансову міць  Саксонії, що призвело до банкрутства у 1660 році. Для поліпшення ситуації курфюрст укладає угоду з королем Франції у Регенсбурзі. Згідно з нею Йоган-Георг II обіцяв підтримку Людовіку XIV у Німеччині, голосування на його користь під час засідань імперських органів. Навзаєм отримав фінансову допомогу у 200 тисяч талерів щорічно.
Небажаючи бути повністю залежним від Франції, курфюрст у 1664 році починає таємні перемовини з Австрією, Баварією та Бранденбургом. Під час війни Священної Римської імперії з Францією у 1673 року в Ельзасі надав імперським військам допомогу у 3 тисячі вояків. Втім незабаром повернув їх додому. Споглядаючи на сусідів — Бранденбург та Австрію, провів військову реформу, утворивши постійну армію. Втім її сили були порівняно невеликими.
До кінця життя маневрував поміж Францією, Австрією та Бранденбургом. Водночас продовжував розбудову Дрездена, своїх замків. Після себе залишив боргів у 4 млн талерів.
Помер у Фрайберзі 22 серпня 1680 року.

## Родина
Дружина — Магдалена Сибілла (1612–1687), донька Кристіана, маркграфа Бранденбург-Байройтського
Діти:
- Сибіла Марія (1642–1643)
- Едмута Софія (1644–1670), дружина Кристіана Ернеста, маркграфа Бранденбург-Байройтського
- Йоганн-Георг (1647–1691), курфюрст Саксонський з 1680 до 1691 року